# Kroktjärnen (Anundsjö socken, Ångermanland, 706125-160787)
Kroktjärnen är en sjö i Örnsköldsviks kommun i Ångermanland och ingår i Moälvens huvudavrinningsområde. Sjön har en area på 0,123 kvadratkilometer och ligger 247,5 meter över havet.

## Delavrinningsområde
Kroktjärnen ingår i det delavrinningsområde (706238-160805) som SMHI kallar för Utloppet av Kroktjärnen. Medelhöjden är 266 meter över havet och ytan är 2,87 kvadratkilometer. Det finns inga avrinningsområden uppströms utan avrinningsområdet är högsta punkten. Vattendraget som avvattnar avrinningsområdet har biflödesordning 4, vilket innebär att vattnet flödar genom totalt 4 vattendrag innan det når havet efter 72 kilometer. Avrinningsområdet består mestadels av skog (79 procent). Avrinningsområdet har 0,12 kvadratkilometer vattenytor vilket ger det en sjöprocent på 4,2 procent.